# Família Jafet
A Família Jafet é uma família de origem libanesa radicada na cidade de São Paulo ao final do século XIX. Pioneiros da industrialização paulistana, seus membros criaram um dos maiores grupos empresariais familiares do Brasil, com empreendimentos no ramo têxtil, mineração, metalurgia, siderurgia, serviços financeiros e navegação.
Dedicaram-se ativamente à filantropia, tendo liderado a fundação de instituições como o Hospital Sírio-Libanês, o Clube Atlético Monte Líbano, o Clube Atlético Ypiranga e o Esporte Clube Sírio. Contribuíram com doações significativas para o Hospital Leão XIII (hoje São Camilo), o Museu de Arte de São Paulo e a Universidade de São Paulo.
Os Jafet foram responsáveis pela urbanização do histórico bairro do Ipiranga, onde instalaram suas primeiras unidades fabris, realizaram obras de infraestrutura e construíram palacetes de grande valor arquitetônico, diversos deles hoje tombados.

## História

### Origens

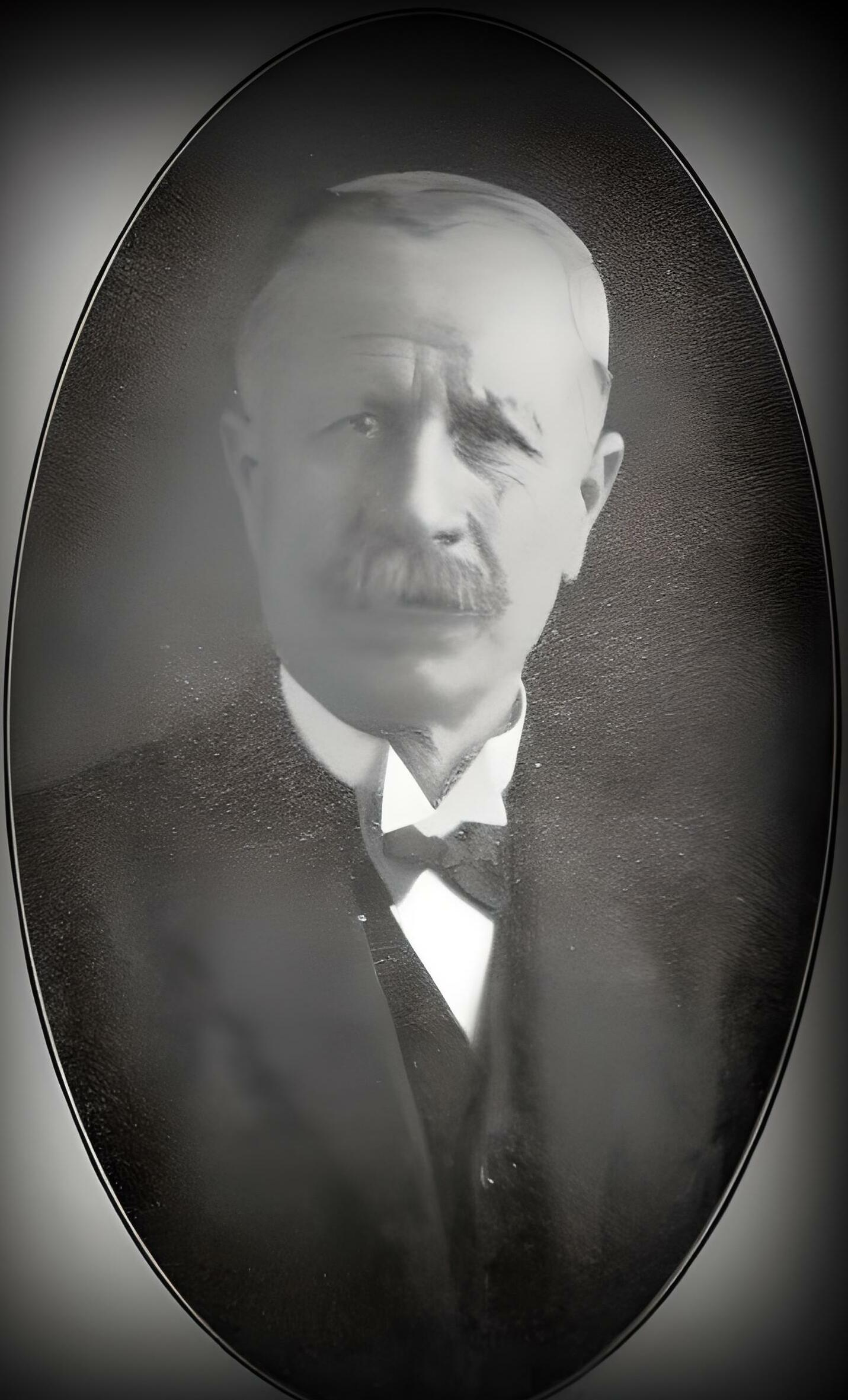
Retrato de Benjamin Chedid Jafet

Em 1887 chega ao Brasil Benjamin Jafet, filho de Chedid Nami Yafit e Utroch Farah Tebecherani, iniciando a saga da família no país. Ele foi responsável por abrir uma pequena casa de comércio na Rua 25 de Março. Antes de vir para o Brasil em um navio a vela, ainda em 1887, Benjamin solicita a um amigo a compra de um carregamento de tecidos, camisas, pentes, perfumes e outros produtos, com o intuito de revender no país.
Com o dinheiro da venda dos produtos, três anos depois abriu um loja, que era tão pequena que não tinha nome. No ano de 1888, chega ao Brasil seus irmãos Basílio Jafet e João Jafet. Nami Jafet só veio em 1893, esse era o mais velho dos irmãos e também o  mais respeitado, já que tinha formação superior em Artes e Ciências, como primeiro aluno de sua turma pela Universidade Americana de Beirute. Nami foi responsável por alavancar a trajetória da família.
Os irmãos tinham personalidades e interesses diferentes, embora tenham sido sócios por toda a vida. Os motivos que os levaram a imigrar foram bem distintos e a trajetória no Brasil também. Basílio e Benjamim foram mascates, já João participava dos negócios da família sem se envolver, enquanto Nami e Miguel Jafet foram os intelectuais. As metodologias e práticas utilizadas pela família Jafet são descritas em manuais de marketing e nos cursos de administração de empresas até hoje. Entre todos os feitos das melhorias implantadas, pode-se afirmar que os irmãos Jafet colocaram em prática, de certa forma, o comércio varejista, criando parâmetros que até hoje são comumente empregados.
Os clientes se interessavam pelas novas possibilidades de negociação, como uma espécie de escambo para quem não tinha dinheiro, podendo trocar café, ouro, fumo ou outros produtos negociáveis. Quem nada tinha, podia comprar a prazo, numa espécie de abertura de crédito que facilitava a vida dos clientes, algo desconhecido no mercado naquele momento.
Não era só o crédito que fixava os clientes. Eles tinham um código de conduta que era de caráter cultural onde se mantinha um alto padrão de atendimento. Essa experiência no trato com o cliente foi adquirida por Basílio e Benjamim enquanto foram mascates, e isso ajudou também na escolha dos produtos a venda. Tinha como diferencial a forma de negociar, fruto de uma antiga prática cultural, aonde se economizava através de "pechinchas".
| “ | A loja foi se desenvolvendo, desenvolvendo, e então o tio Nami disse: – Nós somos muitos aqui vamos fazer uma indústria. Quando decidiram fazer a indústria escolheram o bairro do Ipiranga. | ” |

### O Crescimento

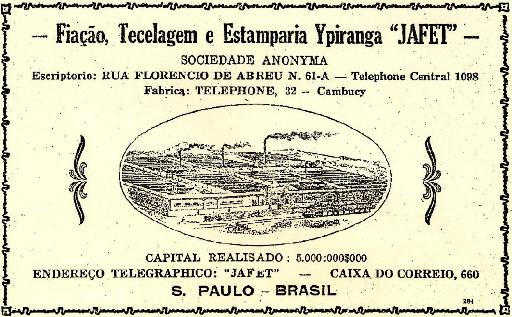
Fiação, Tecelagem e Estamparia Ypiranga Jafet S.A

Com a inauguração da Fiação, Tecelagem e Estamparia Ypiranga Jafet S.A. veio também o progresso da família. Um primeiro lote de 6 mil metros quadrados, entre as ruas Manifesto, dos Patriotas, Sorocabanos e Agostinho Gomes foi sendo ampliado com novas aquisições até ocupar uma área de 100 mil metros quadrados. Era uma instalação completa, englobando todas as etapas de fabricação dos tecidos, onde havia departamentos especiais para a confecção de chapas, gravação de desenhos e preparação das cores.
Instalada no bairro do Ipiranga, como o acesso era difícil e o bairro era praticamente desabitado, eles decidiram também ir morar na região. O bairro passou então a ser morada de praticamente toda família Jafet, que construiu palacetes inspirados na arquitetura europeia e mourisca em extensas áreas verdes e que muitas vezes recebeu material importado para a sua construção ou decoração.
A família Jafet possuía uma relação muito próxima à família Assad, não apenas fisicamente nas residências que eram perto uma das outras, mas também com os laços familiares. Michel Assad, responsável pelo palacete da Rua Costa Aguiar, 1055 era cunhado de Benjamin Jafet, que por sua vez era casado com Alzira Assad (posteriormente Alzira Assad Jafet), que era a irmã mais velha de Michel, nascida em 1881.
Foi durante a Primeira Guerra Mundial, quando a importação de produtos europeus foi interrompida, que a família passou a lucrar ainda mais, devido ao fortalecimento do mercado doméstico, o que fez com que eles se tornassem referência para a colônia Sírio-Libanesa instalada no Brasil.

### A Decadência

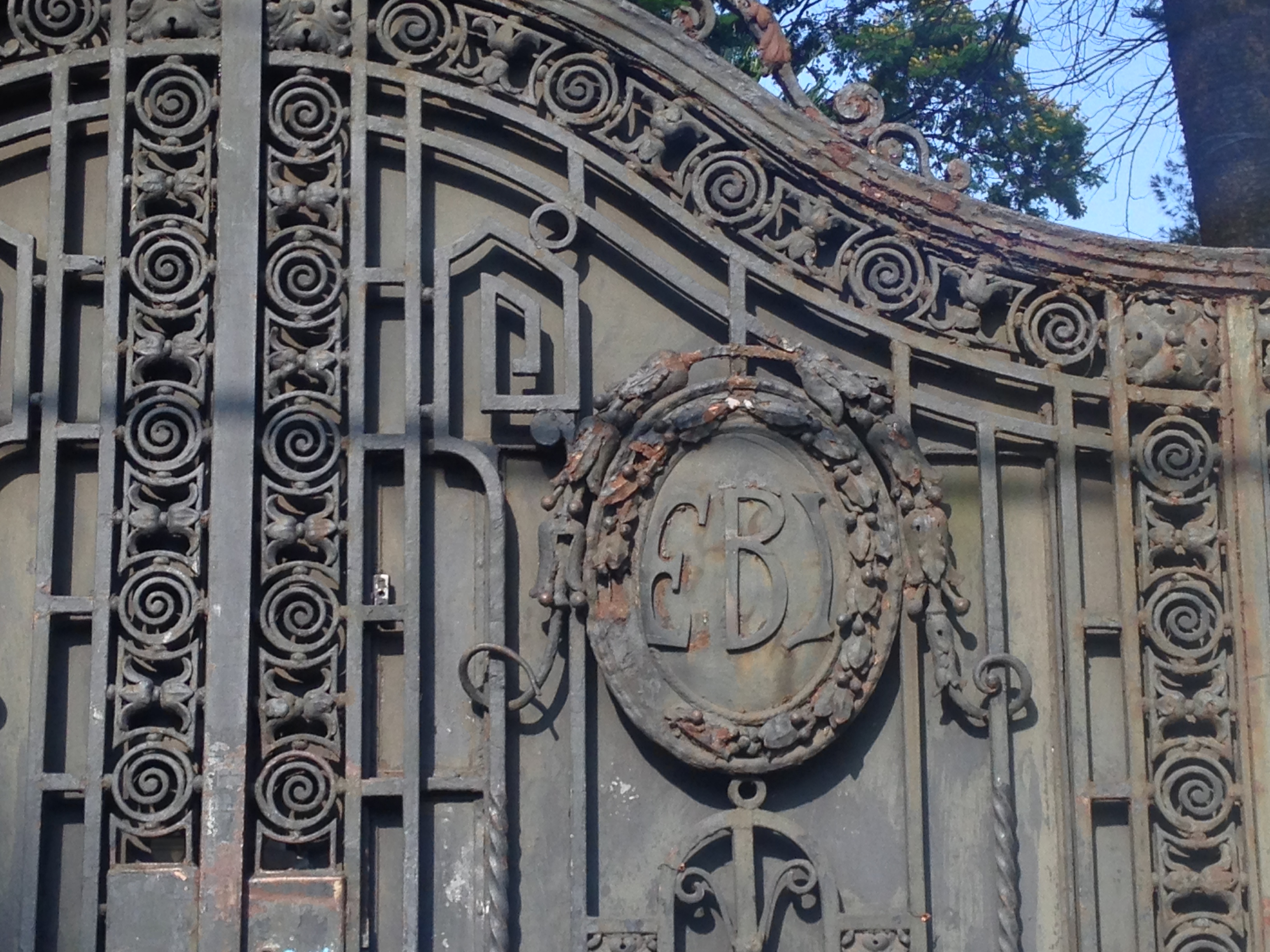
Detalhe do monograma no portão na residência da família

Na década de 40 do século XX a família começa a se envolver com a política. Nami Jafet era chefe político do PRP, o Partido Paulista do Ipiranga, e Basílio, um de seus irmãos, chegou a ser convidado por Washington Luís (ex-presidente do Brasil) como seu representante na inauguração de um monumento oferecido pela colônia Sírio-Libanesa em comemoração ao centenário da independência.
Impulsionados pelo filho de Nami, Ricardo Jafet (que foi presidente do Banco do Brasil entre 1951 e 1953), os Jafet tornam-se próximos de Adhemar de Barros e Getúlio Vargas e passam a colaborar financeiramente para a campanha do ex-presidente. No entanto, Getúlio Vargas comete suicídio em 1954 e essa reviravolta fez com que sofressem cortes de crédito. A decadência empresarial da família, cujas formas de produção tornaram-se ultrapassadas após a Segunda Guerra Mundial, acelerou ao ponto que os levaram a concordata em 1965.

## Filantropia

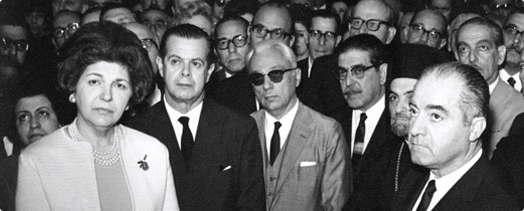
Inauguração oficial do Hospital Sírio-Libanês

Na década de 1910 a família passou a praticar a filantropia, fazendo grandes doações para o Hospital Sírio-Libanês que havia sido fundado em 28 de novembro de 1921, durante uma reunião na casa de dona Adma Jafet. Quem retomou o projeto, no entanto, foi sua filha Violeta Jafet, pois Adma faleceu no ano de 1956.
Os Jafet se preocuparam com o desenvolvimento da educação e da cultura da cidade de São Paulo. Doaram um prédio que compõe o Instituto de Física da USP, o Edifício Basílio Jafet. Também doaram diversos quadros de célebres pintores europeus ao Museu de Arte de São Paulo. Assis Chateaubriand mantinha ligações com Basílio, Adma, Ricardo e Gladstone.

## Personalidades

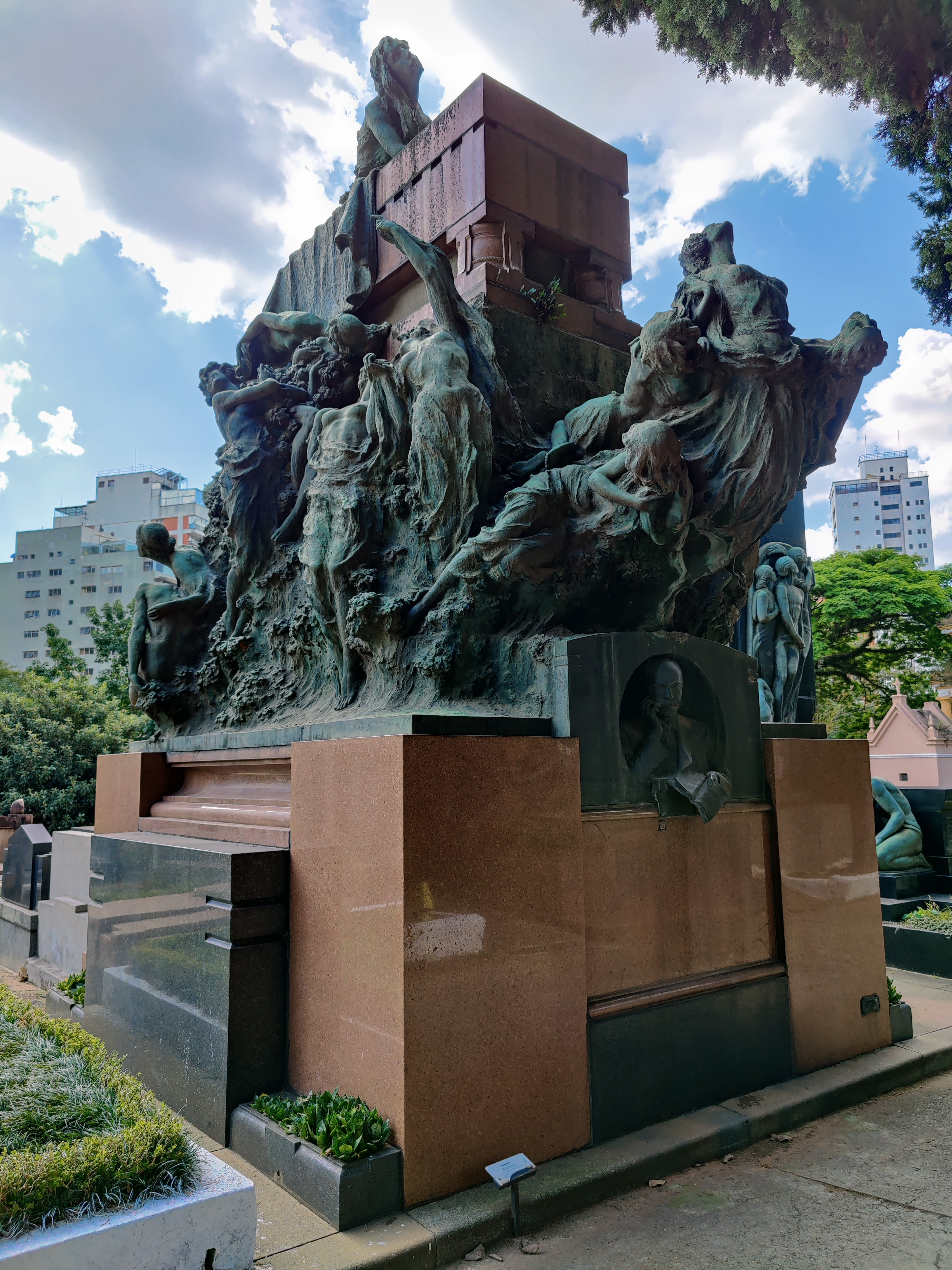
Tumba da Família Jafet localizada no Cemitério da Consolação em São Paulo.

A família foi muito prospera nos negócios e na política, tendo um ramo muito extenso dos quais se atribuem algumas personalidades notáveis:
- Nami Jafet, mais velho dos irmãos da família.
- Benjamin Jafet, pioneiro da família a vir ao Brasil.
- Basílio Jafet, um dos irmãos que era envolvido na política.
- Adma Jafet, esposa de Basílio e fundadora do Hospital Sírio Libanês.[12]
- Violeta Jafet, filha de Adema, ficou 50 anos na presidência do Hospital Sírio Libanês.
- Ricardo Jafet, foi um advogado, banqueiro e industrial brasileiro.

## Propriedades
De acordo com os processos de tombamento do Departamento do Patrimônio Histórico da cidade de São Paulo as residências no bairro do Ipiranga que pertenceram ou ainda pertencem à família Jafet são:

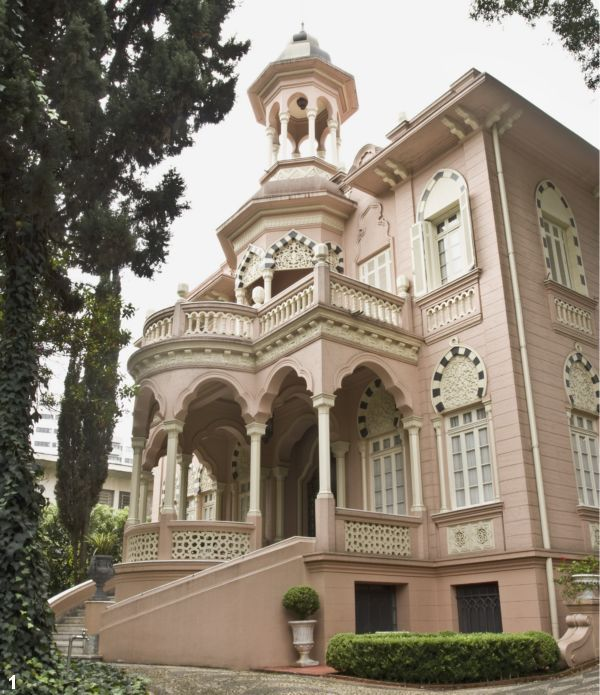
Palacete Rosa
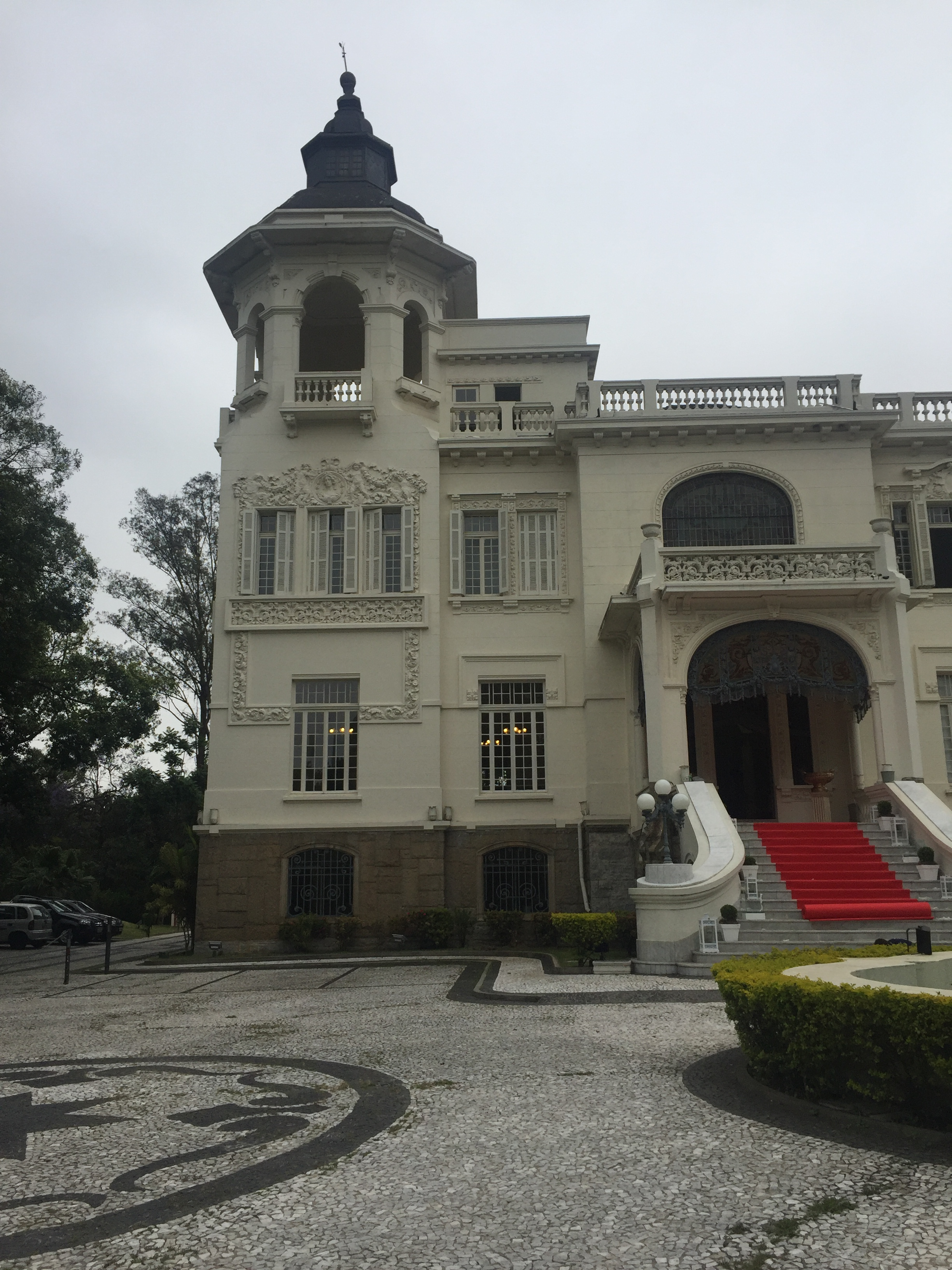
Palácio dos Cedros
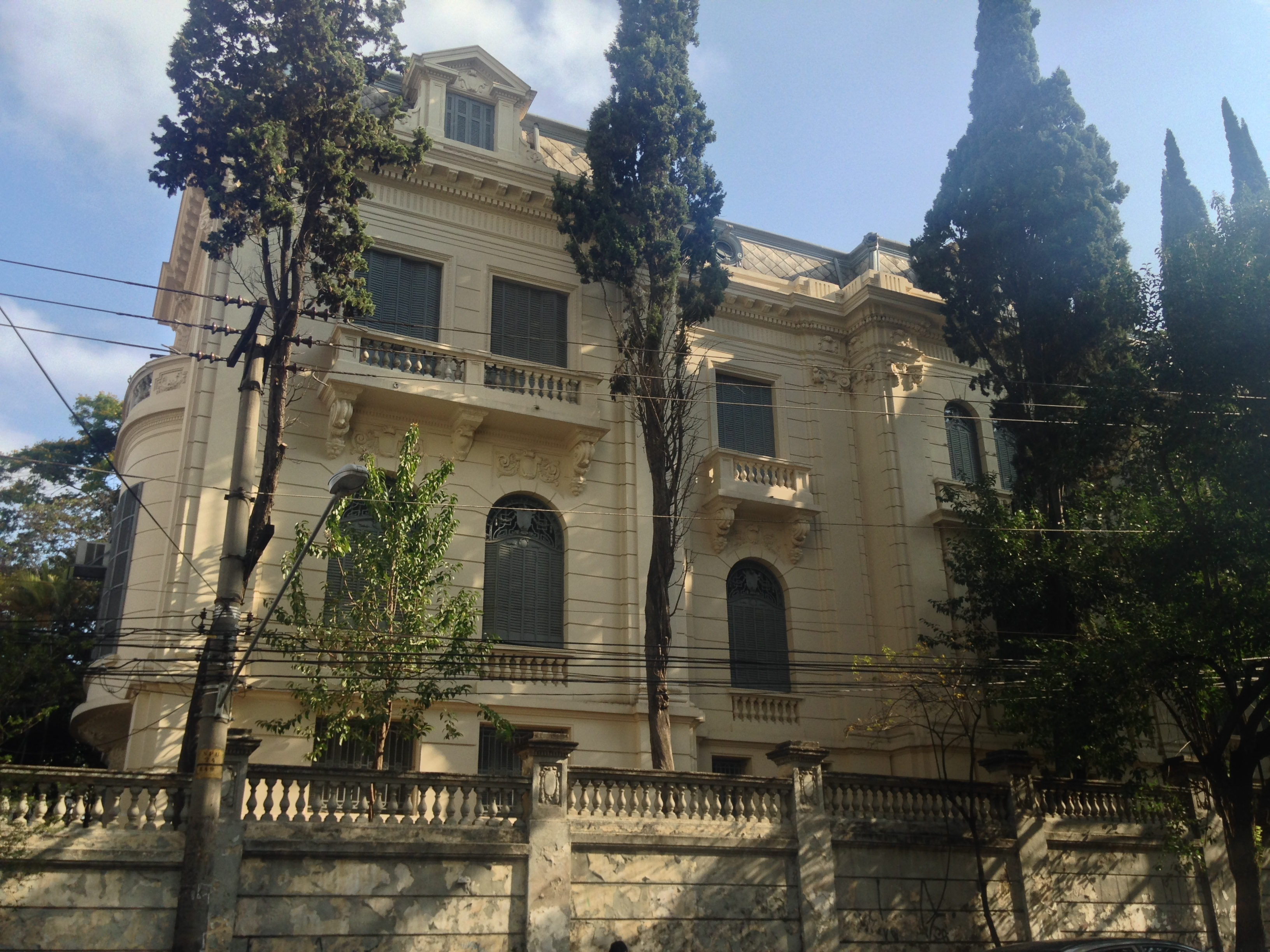
Residência da Família Jafet, 825
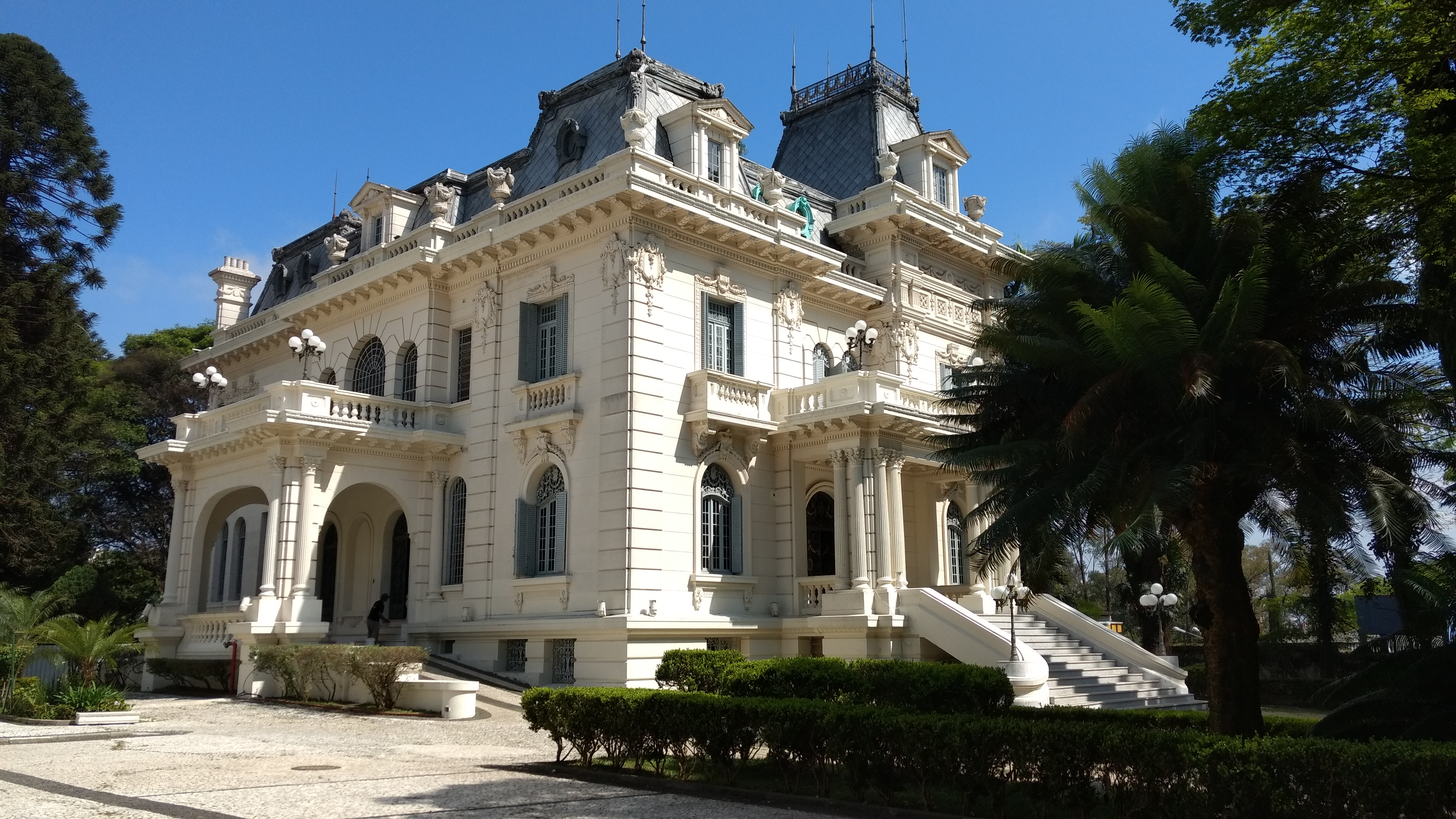
Palacete Violeta
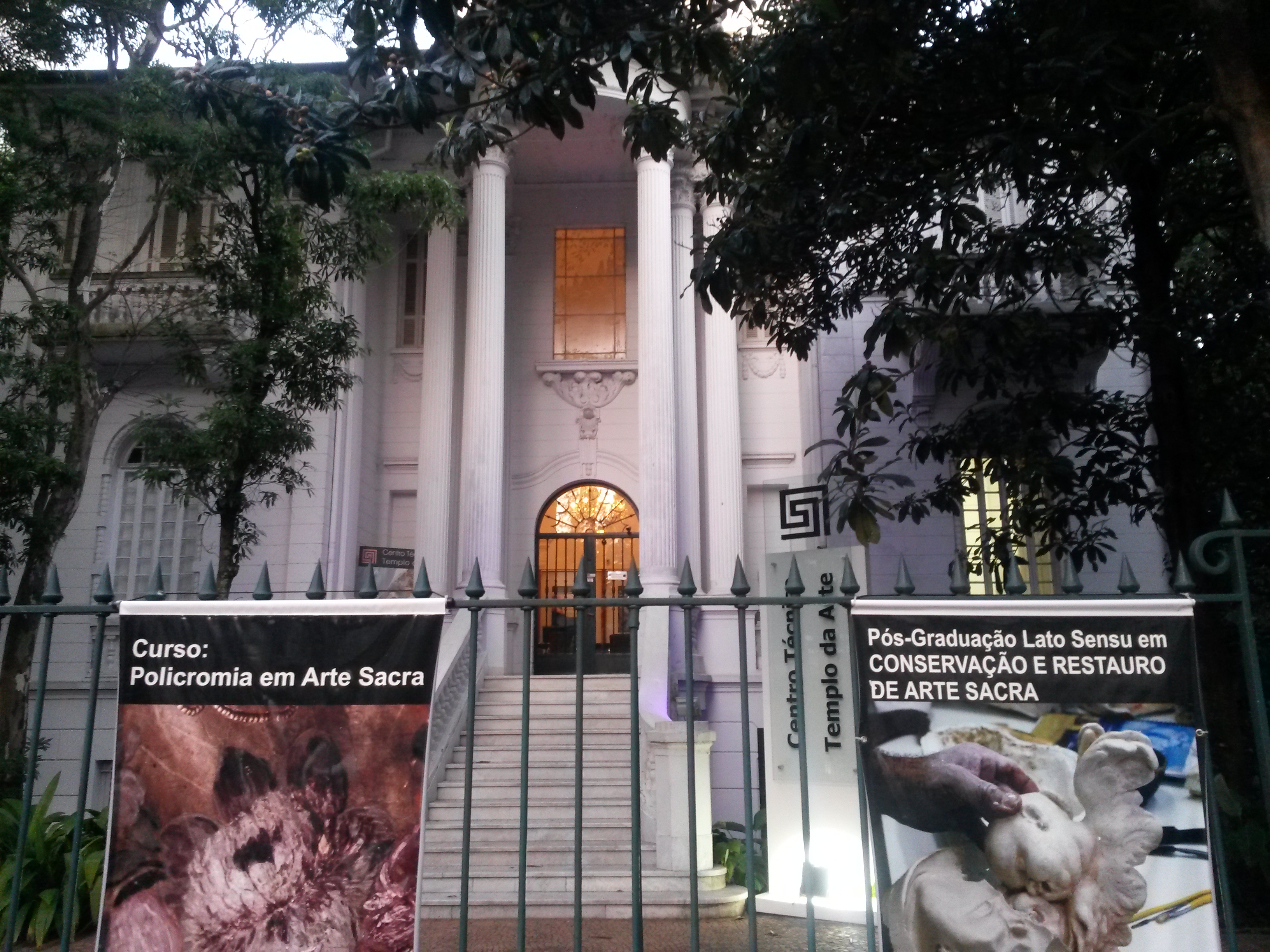
Centro Técnico Templo da Arte
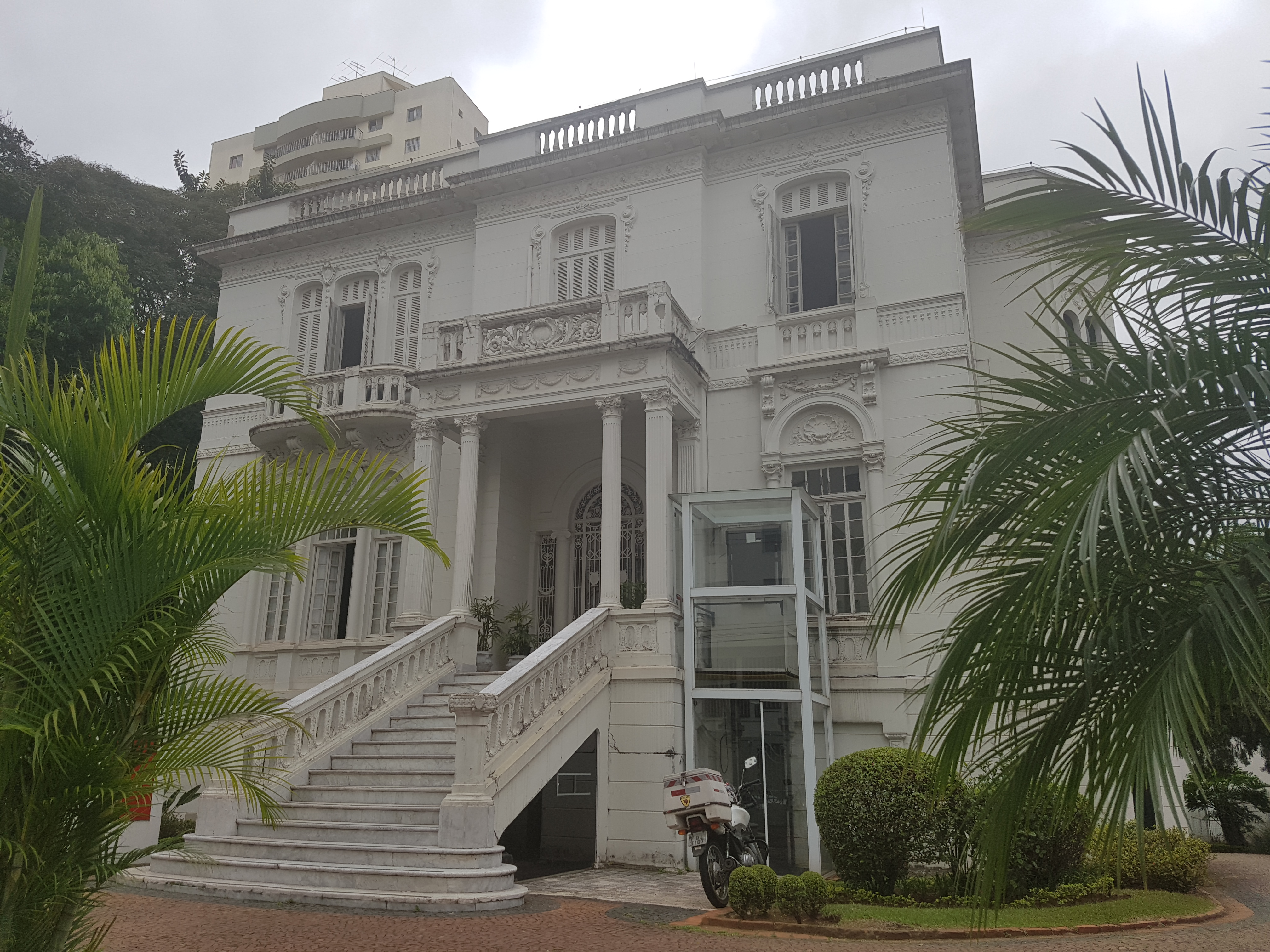
Residência de Michel Assad

## Empreendimentos
Dentre os diversos empreendimentos realizados pela família, destaca-se:
| - Hospital Sírio-Libanês - Esporte Clube Sírio - Clube Atlético Monte Líbano - Fiação, Tecelagem e Estamparia Ypiranga Jafet S.A. - Mineração Geral do Brasil Ltda., em Mogi das Cruzes - Usina Siderúrgica São José S.A. - Metalúrgica São Francisco S.A. - Usina Santa Olímpia Indústria de Ferro e Aço S.A. - De Martino S.A. - Usinas Brasileiras de Ferro e Aço | - Codiq S.A. Construtora de Equipamentos Industriais - Têxtil Porto Ferreira S.A. - Minas de Jangada S.A. - Banco Cruzeiro do Sul de São Paulo S.A. - Codime S.A. Construtora de Equipamentos Mecânicos - Companhia Brasileira de Mineração e Metalurgia - Empresa Internacional de Transportes Ltda. - Empresa Continental de Mineração S.A. - Imobiliária Bom Pastor S.A. |